# Samuel S. Montague

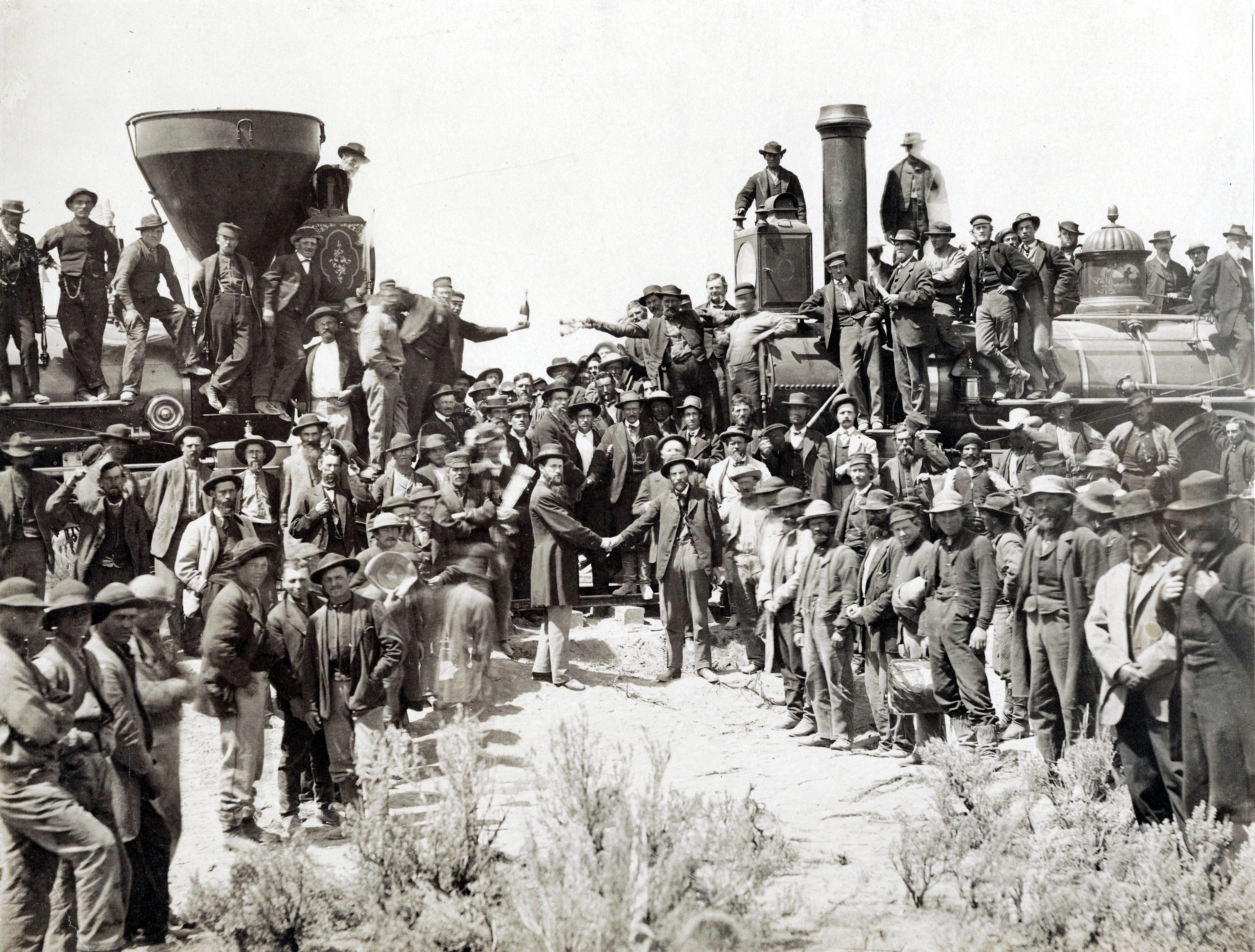
Az 1869. május 10-i ünnepség, amelyen az arany sínszeget a Promontory-csúcson, Utah államban ütötték be; az első transzkontinentális vasútvonal befejezése. Balra középen Samuel S. Montague, a Central Pacific Railroad főmérnöke, kezet fog Grenville M. Dodge-dzsal a Union Pacific Railroad főmérnökével (jobbra középen)

Samuel S. Montague (Keene, 1830. július 6. – Mount Shasta, 1883. szeptember 24.) vasútmérnök volt, aki vasútépítésért volt felelős az Amerikai Egyesült Államokban. A Central Pacific Railroad főmérnökévé nevezték ki 1863-ban. Dolgozott a Southern Pacific Railroadon és az Első transzkontinentális vasútvonalon is.

## Karrier
1859 őszén a Kaliforniai ösvényen keresztül Kaliforniába ment. Kaliforniában Montague találkozott Theodore Judah-val, és neki dolgozott a kaliforniai Folsomtól a kaliforniai Marysville-ig tartó Valley Railroad építésén. Korábbi tapasztalataival kombinálva Montague Judah-nál tanult tovább mérnöki ismereteket. 1862. február 12-én Montague Judah-hoz ment dolgozni, aki most már a Central Pacific Railroad főmérnöke volt, és a Sierra Nevada feletti helyfelmérésekben segédkezett. Montague Judah 1863-ban bekövetkezett haláláig Judah segédmérnökévé lépett elő.
Montague-t 1863-ban, Theodore Judah halála után a Central Pacific Railroad főmérnökévé nevezték ki. Ő volt felelős az első transzkontinentális vasútvonal nyugati felének megépítéséért. Leland Stanford, a Stanford Egyetem alapítójának, Kalifornia kormányzójának és a Central Pacific Railroadot irányító "négy nagy" egyik bizalmasa volt. Samuel Stanford "belső köréhez" tartozott. Ő volt az a mérnök, akit az Egyesült Államok nyugati és keleti partjait összekötő transzkontinentális vasútvonal nyugati szakaszának - amely a Utah állambeli Promontory Summitot kötötte össze a kaliforniai Sacramentóval - felkutatásával, tervezésével és megépítésével bíztak meg. Montague munkáját mérnöktársai, Lewis M. Clement és James Harvey Strobridge segítették. Montague irányította a Central Pacific mérnöki munkálatait, amelyekben több ezer kínai, valamint "fehér" földmérők, mérnökök, koordinátorok, felügyelők stb. dolgoztak, amikor a Donner Passon átkelve a Sierra Nevadán átkeltek. Ez egy monumentális mérnöki vállalkozás volt. A híres 1869-es "arany sínszeg" ünnepi fotón, amelyen egy Central Pacific és egy Union Pacific mozdony összeér a Utah állambeli Promontorynál, a fénykép közepén látható két férfi, akik kezet ráznak egymással, Samuel S. Montague, a Central Pacific főmérnöke és Grenville M. Dodge, a Union Pacific főmérnöke. Samuel 1869 körül a Central Pacific vasút nyolc tisztjének egyike lett. A transzkontinentális vasút mellett számos más kaliforniai vasútvonal építése során is főmérnök volt, amelyeket a Central Pacific, majd később a kibővített Southern Pacific Railroad épített tovább.